# Ma̋skeu (metropolitana di Almaty)
La stazione di Ma̋skeu (Мәскеу, ovvero Mosca) è una stazione della linea 1, della metropolitana di Almaty. È stata inaugurata il 18 aprile 2015.